# Peter Glenville
Peter Glenville (Hampstead, Londres, Anglaterra, Regne Unit, 28 d'octubre de 1913 − Nova York, Estats Units, 3 de juny de 1996) van ser un director de cinema i teatre anglès.

## Biografia
Després de la II Guerra Mundial, Glenville va conèixer Hardy William Smith. Es van convertir en companys sentimentalment i professionalment, Glenville com a director i Smith com a productor d'obres, tant a Londres com en Nova York.
Després de graduar-se en l'Stonyhurst College, Peter Glenville va estudiar dret en el Christ Church College, Universitat d'Oxford. Va entrar a formar part de l'Oxford University Dramatic Society i el 1934, es va convertir en el seu president i va fer el seu debut a l'escenari. Durant els següents anys, Glenville va participar en teatre i cinema com a actor, augmentant gradualment el seu interès en la direcció, que el va dur a ser nomenat director del famós Old Vic Theatre.
El debut de Glenville com a director a Broadway va ser el 1949 amb The Browning Version, de Terence Rattigan. Altres produccions importants que la van seguir van ser: The Innocents el 1950, The Turn of the Screw o Romeu i Julieta (1951), protagonitzada per Douglass Watson, Jack Hawkins i Olivia de Havilland (el seu debut a Broadway). El debut de Glenville com a director de cinema va ser amb El Presoner, protagonitzada per Alec Guinness, qui a més havia protagonitzat l'anterior versió com a obra de teatre, també dirigida per Glenville.

## Filmografia seleccionada[3]
- 1955: The Prisoner
- 1958: Me and the Coronel
- 1961: Summer and Smoke
- 1962: Term of Trial
- 1964: Becket
- 1966: Hotel Paradiso
- 1967: The Comedians